# پلی‌لیست عشق
پلی‌لیست عشق (انگلیسی: Love Playlist؛‏ کره‌ای: 연애 플레이리스트) یک مجموعه تلویزیونی محصول کره جنوبی است. این مجموعه از ۹ مارس ۲۰۱۷ تا ۸ اوت ۲۰۱۹ در چهار فصل از وی لایو، ناور تی‌وی کست، یوتیوب، فیس‌بوک و اینستاگرام پخش شد. تا مارس ۲۰۲۰، این مجموعه ۶۳۰ میلیون بازدید به دست آورد.
اسپین‌آف این مجموعه به نام ام عزیز قرار بود در سال ۲۰۲۱ از کی‌بی‌اس۲ پخش شود، اما به دلایلی تا سال ۲۰۲۲ به تعویق افتاد.